# アンデルセン物語 (1952年の映画)
『アンデルセン物語』（アンデルセンものがたり、原題：Hans Christian Andersen）は、1952年のアメリカ合衆国のミュージカル映画。監督はチャールズ・ヴィダー。主演はダニー・ケイ。楽曲はフランク・レッサーが担当した。
童話作家のハンス・クリスチャン・アンデルセンを主人公にしているが、伝記映画ではなく、架空の出来事などから「みにくいアヒルの子」「裸の王様」「親指姫」「人魚姫」といった彼の物語が音楽やバレエによって語られるというロマンチックなフィクション作品。そのため、本編冒頭には「これは彼の人生の物語ではなく、このおとぎ話の偉大な紡ぎ手についてのおとぎ話である。」との解説字幕が表示される。

## キャスト
※括弧内は日本語吹替（初回放送1971年5月5日『劇映画』）
- アンデルセン：ダニー・ケイ（柳沢真一）
- 演出家のニールズ：ファーリー・グレンジャー（服部哲治）
- バレリーナのドロ：ジジ・ジャンメール（広村芳子）
- 刑務所の外の少女：ビバリー・ウォッシュバーン
- ピーター：ジョーイ・ウォルシュ（森直也）
- ハッサー：エリック・ブルーン
- 「人魚姫」の王子役：ローラン・プティ
- 日本語版語り手：新道乃里子

## スタッフ
- 監督：チャールズ・ヴィダー
- 製作：サミュエル・ゴールドウィン
- 原作：マイルズ・コノリー
- 脚本：モス・ハート
- 撮影：ハリー・ストラドリング
- 振付：ローラン・プティ
- 音楽：フランク・レッサー、ウォルター・シャーフ